# 戴晨志
戴晨志（1959年—），台灣作家，其著作以心靈、勵志等主題為主。曾任大學教職、記者、編譯及電視節目執行製作等職務。

## 背景資料

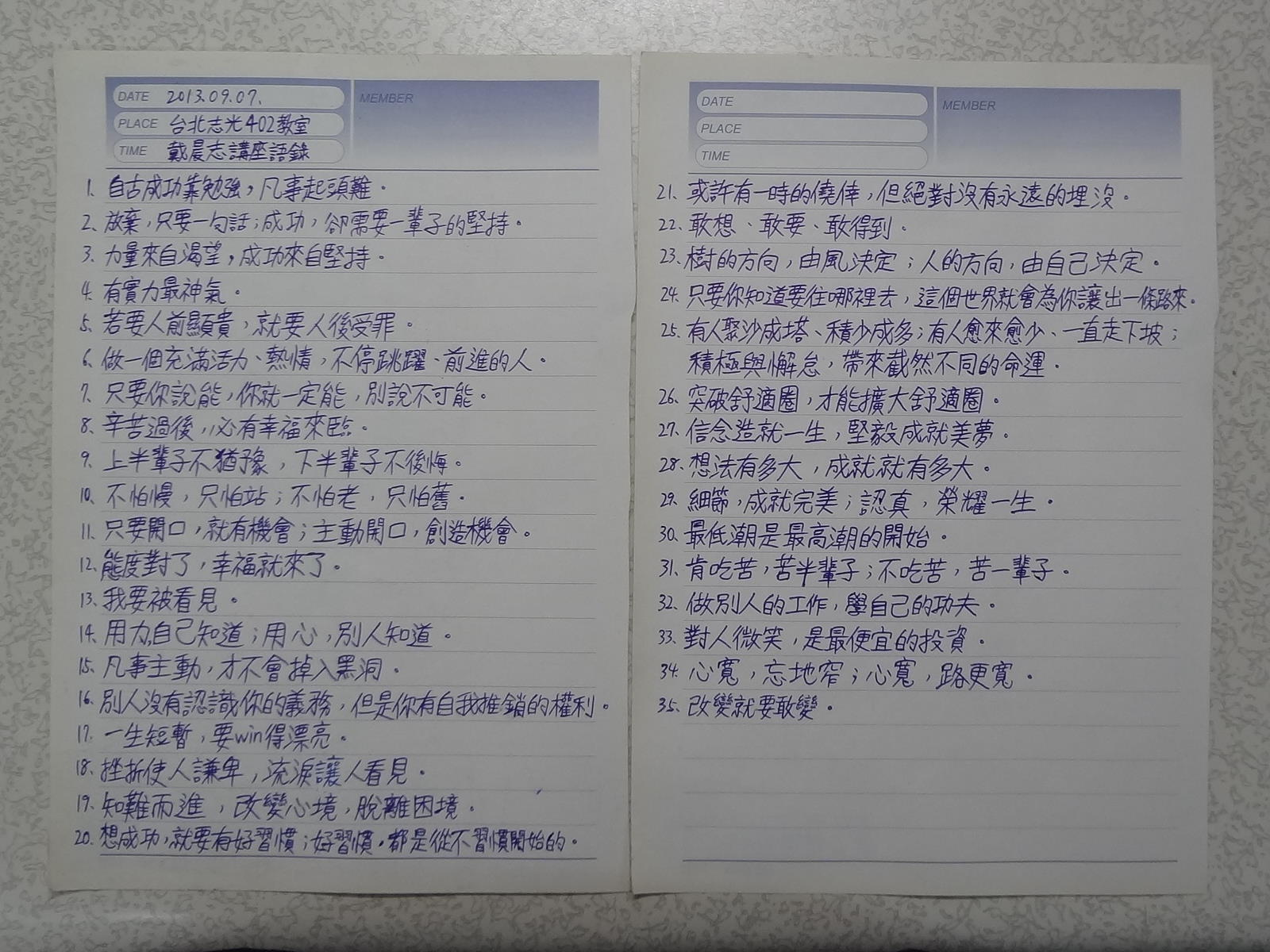
戴晨志演講時，會邊講邊請聽眾抄寫筆記

- 1959年生於花蓮縣，成長於台南、嘉義、雲林、台中、台北等地。
- 1990年於《中國時報》開闢專欄〈隔海播報‧戴晨志頻道〉。
- 1994年，推出首本著作《你是說話高手嗎？》。

## 學歷
- 美國俄勒岡大學口語傳播博士
- 美國威斯康辛州馬凱大學廣播電視碩士
- 國立藝專廣播電視科畢業

## 經歷
- 世新大學口語傳播系創系主任 [3]
- 中華電視公司新聞部記者、編譯
- 中華電視公司《華視新聞雜誌》執行製作

## 外部連結
- 戴晨志博士的快樂網站 （页面存档备份，存于）
- 戴晨志的Facebook專頁
- 戴晨志 說故事高手 （页面存档备份，存于）